# Ficus muelleriana
Espèce
Statut de conservation UICN

 EN B1ab(iii)+2ab(iii) : En danger
Ficus muelleriana est une espèce de plantes du genre Ficus de la famille des Moracées.